# Михай, Денис
Денис Михай (рум. Denis Mihai; род. 2 января 2003, Бакэу) — румынский борец греко-римского стиля, призёр чемпионата мира, двукратный призёр чемпионатов Европы 2023 и 2024 годов. Чемпион Европы среди молодёжи 2023 года.

## Биография
Родился в 2003 году в Румынии. С 2016 года выступает на крупных международных соревнованиях по борьбе.
В 2022 году стал победителем турнира серии Гран-при в Загребе, в весовой категории до 55 кг. В 2023 году завоевал золотую медаль на молодёжном чемпионате Европы, который состоялся в Бухаресте.
В 2023 году на чемпионате Европы в Загребе, выступая в весовой категории до 55 кг, завоевал бронзовую медаль. В поединке за третье место поборол болгарина Стефана Григорова. 
На чемпионате Европы 2024 года, который состоялся в Бухаресте, в весовой категории до 55 кг вновь стал бронзовым медалистом. В поединке за третье место победил соперника из Грузии Нугзари Цурцумию.  